# Auloffée
L'auloffée est le fait, pour un voilier, de se rapprocher du lit du vent, de façon volontaire ou non. Une auloffée non contrôlée est susceptible d'entrainer une situation délicate et des risques, aussi bien pour le bateau que pour ses passagers, qui peuvent être éjectés.

## Mécanisme
Pour un article plus général, voir Équilibre d'un navire sous voiles.
L'équilibre d'un bateau autour de son axe vertical résulte de la composante des forces hydrodynamiques (dans l'eau) et des forces aérodynamiques (dans l’air). Lorsque les voiles sont correctement réglées, ces forces s’équilibrent lorsque le bateau avance avec une vitesse régulière. 
En cas de mer formée, si une vague commence à porter sur l'arrière de la carène en la soulevant et que le barreur n'anticipe pas en le corrigeant ce léger virement, le bateau peut changer de cap brutalement. 
Il quitte alors les allures portantes pour se mettre en travers (on dit qu'il part au Lof) : c'est l'auloffée.
Ce départ au lof peut aussi s'envisager lors d'une survente (en cas d'orage par exemple), le voilier devenant brutalement ardent.
Le souci majeur, au delà du changement de cap est que la surface des voiles établies aux allures portantes est incompatible avec celle qui est portée dans les allures de près et le bateau peut alors se coucher. Dans le cas des voiliers de grande dimension, les grands focs (Génois, Spinnaker) peuvent alors se déchirer ou entraîner des désordres graves dans le gréement. Le mouvement étant brutal, les passagers peuvent être éjectés du bateau et passer à la mer. Sur un plan d'eau encombré, c'est un facteur de collision avec un voilier situé à son vent.